# Hippeastrum puniceum
Hippeastrum puniceum là một loài thực vật có hoa trong họ Amaryllidaceae. Loài này được (Lam.) Voss mô tả khoa học đầu tiên năm 1895.

## Hình ảnh

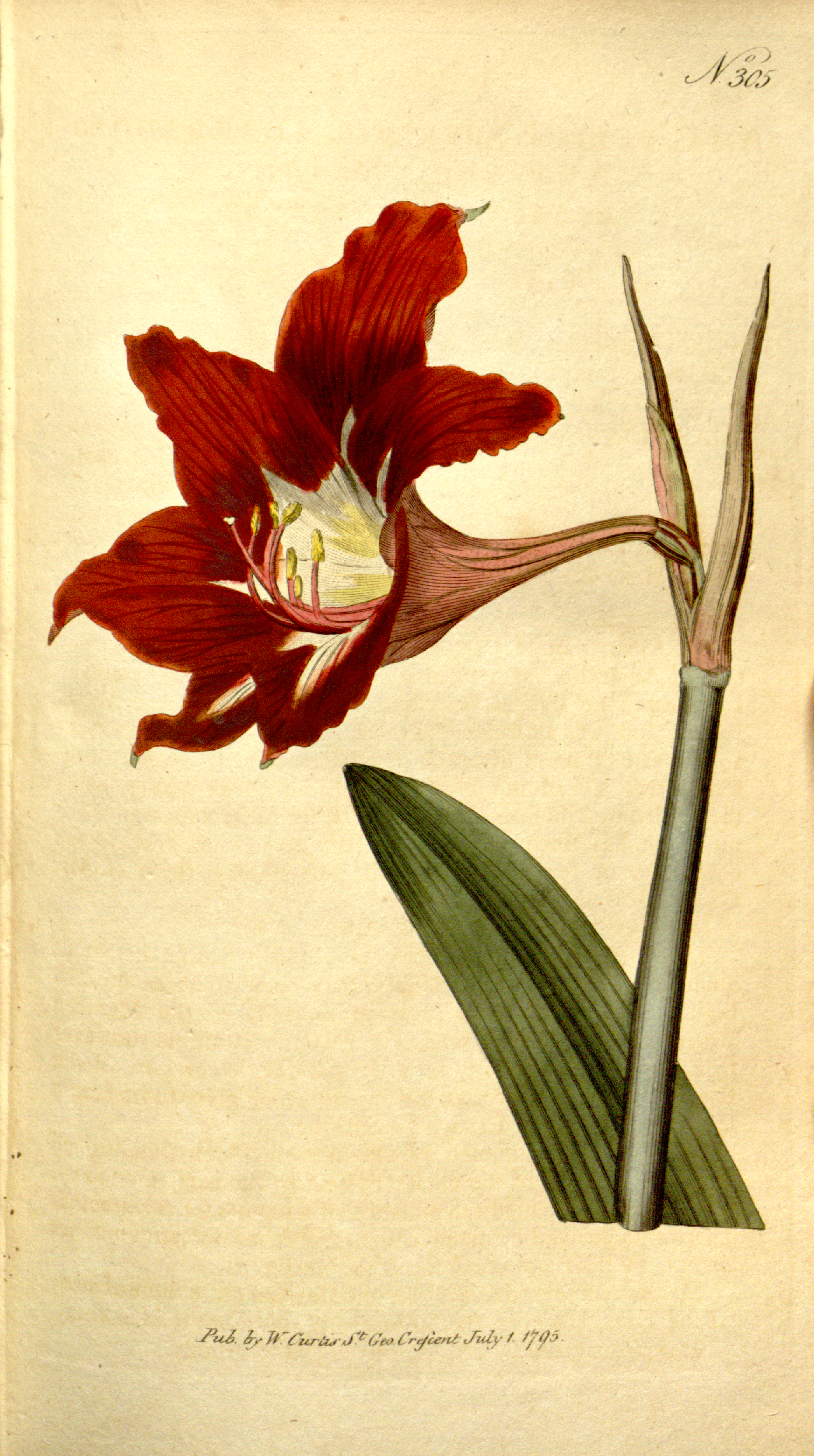
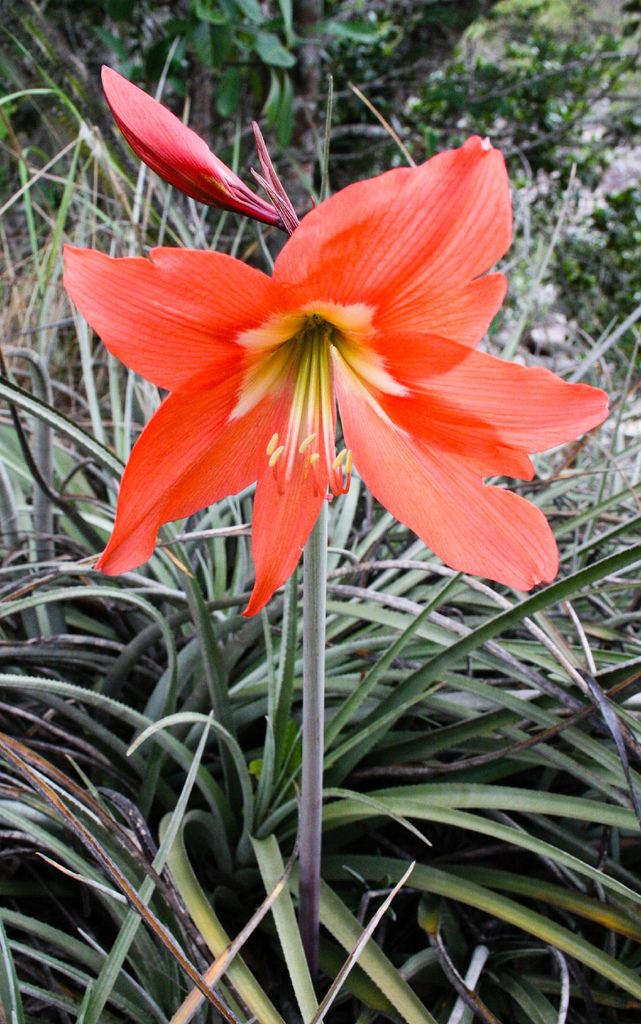
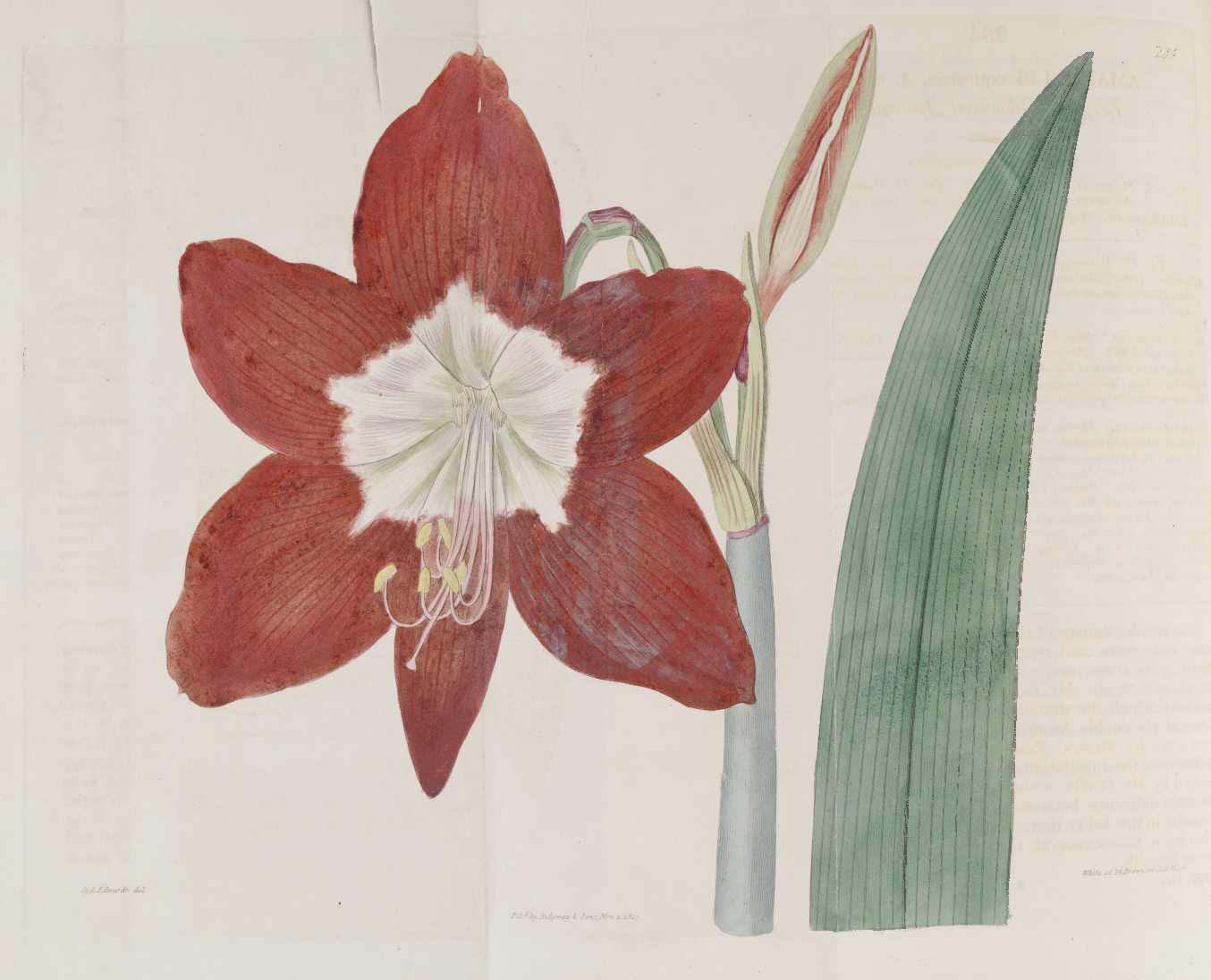
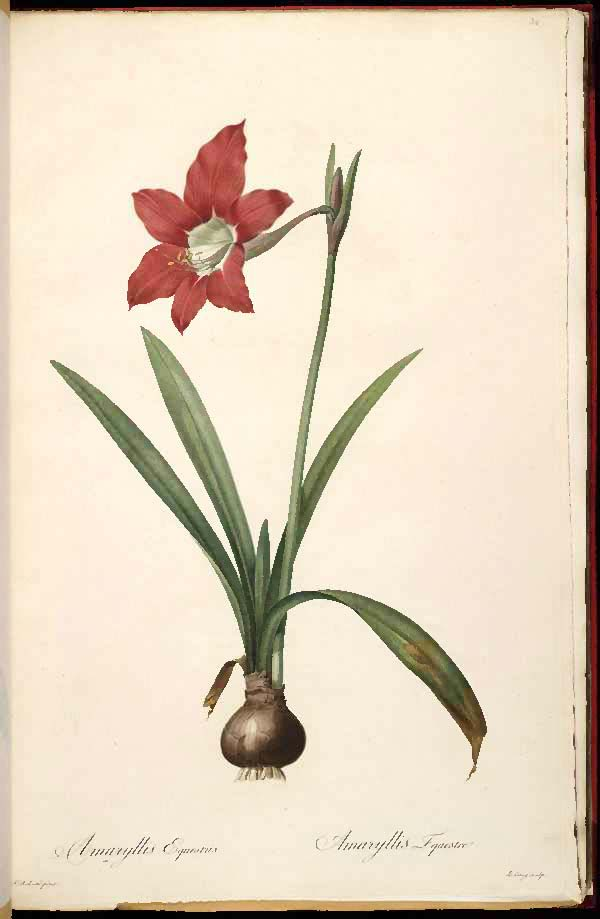